# ایراژیا فیلیپینز
ایراژیا فیلیپینز (به انگلیسی: AirAsia Philippines) یک شرکت هواپیمایی با کد یاتا PQ است که در تاریخ ۱ دسامبر ۲۰۱۰ میلادی تأسیس شده است.
دفتر مرکزی ایراژیا فیلیپینز در پامپانگا، فیلیپین واقع شده‌است و قطب این شرکت هواپیمایی در فرودگاه بین‌المللی نینوی آکوئینو قرار دارد و به ۱۲ مقصد، پرواز مستقیم انجام می‌دهد.